# Passalus punctatostriatus
Passalus punctatostriatus (лат.) — вид сахарных жуков рода Passalus из семейства пассалиды (Passalidae). Неотропика (от Мексики до Колумбии). Имеют длину около 2 см (21,8—26,0 мм), буровато-чёрные, блестящие. Тело субцилиндрическое. Передняя граница лица с сильной срединной выемкой, без вторичных медиально-фронтальных бугорков. Медиофронтальный и латерофронтальный бугорки слиты, крупные. Центральный бугорок с несвободной вершиной. Латеропостерные бугорки мелкие, слабо выраженные. Глаза крупные. Антеннальная булава трехламеллярная, с длинными ламелями. Лацинии с вершиной двузубчатые. Медиобазальная область ментума выступающая и голая. Маргинальная борозда расширена, занимает 2/3 переднего края пронотума. Простернеллюм ромбовидный, острый. Мезостернум голый; мезостернальные рубцы малозаметны и удлинены. Метастернум переднелатерально и в латеральной борозде голый; диск гладкий и окаймлен точками от заднего до латерального края. Плечи голые, а надкрылья со скудными волосками базально или голые. Передне-вентральная граница переднего бедра с бороздкой. Мезо- и метатибии с небольшими шипиками или не вооружены.  Клипеус скрыт под лицевым склеритом. Фронтоклипеус отсутствует.